# Okręg wyborczy nr 71 do Senatu Rzeczypospolitej Polskiej
Okręg wyborczy nr 71 do Senatu Rzeczypospolitej Polskiej obejmuje obszar miast na prawach powiatu Bytomia i Zabrza (województwo śląskie). Wybierany jest w nim 1 senator na zasadzie większości względnej.
Utworzony został w 2011 na podstawie Kodeksu wyborczego. Po raz pierwszy zorganizowano w nim wybory 9 października 2011. Wcześniej obszar okręgu nr 71 należał do okręgu nr 28.
Siedzibą okręgowej komisji wyborczej są Katowice.

## Reprezentanci okręgu
| Rok  | Rok                    | Senator          | Komitet wyborczy                           |
| ---- | ---------------------- | ---------------- | ------------------------------------------ |
|      | 2011                   | Andrzej Misiołek | Platforma Obywatelska RP                   |
| 2015 | Maria Pańczyk-Pozdziej |                  | Platforma Obywatelska RP                   |
|      | 2019                   | Halina Bieda     | KKW Koalicja Obywatelska PO .N iPL Zieloni |
| 2023 |                        | Halina Bieda     | KKW Koalicja Obywatelska PO .N iPL Zieloni |

## Wyniki wyborów
Symbolem „●” oznaczono senatorów ubiegających się o reelekcję.

### Wybory parlamentarne 2011
| Kandydat                                                                                      | Kandydat           | Komitet wyborczy                           | Głosów | Głosów | Głosów |
| Kandydat                                                                                      | Kandydat           | Komitet wyborczy                           | Liczba | %      | +/–    |
| --------------------------------------------------------------------------------------------- | ------------------ | ------------------------------------------ | ------ | ------ | ------ |
|                                                                                               | Andrzej Misiołek ● | Platforma Obywatelska RP                   | 49 705 | 42,50  | –      |
|                                                                                               | Danuta Skalska     | Prawo i Sprawiedliwość                     | 27 240 | 23,29  | –      |
|                                                                                               | Jerzy Markowski    | KWW Śląsk – Jerzy Markowski                | 23 423 | 20,03  | –      |
|                                                                                               | Wojciech Król      | KWW Unia Prezydentów – Obywatele do Senatu | 13 091 | 11,19  | –      |
|                                                                                               | Kazimierz Świtoń   | KWW Konfederacja Godność i Praworządność   | 3488   | 2,98   | –      |
| Frekwencja: 43,04% Liczba głosów ważnych: 116 947 (97,05%) Źródło: Państwowa Komisja Wyborcza |                    |                                            |        |        |        |

● Andrzej Misiołek reprezentował w Senacie VII kadencji (2007–2011) okręg nr 28.

### Wybory parlamentarne 2015
| Kandydat | Kandydat                 | Komitet wyborczy         | Głosów | Głosów | Głosów |
| Kandydat | Kandydat                 | Komitet wyborczy         | Liczba | %      | +/–    |
| --- | ------------------------ | ------------------------ | ------ | ------ | ------ |
| | Maria Pańczyk-Pozdziej ● | Platforma Obywatelska RP | 40 010 | 34,00  | –8,50  |
| | Grzegorz Religa          | Prawo i Sprawiedliwość   | 36 798 | 31,27  | +7,98  |
| | Adam Stromidło           | KWW Kukiz’15             | 24 214 | 20,58  | –      |
| | Witold Berus             | KWW Ślonzoki Razem       | 16 643 | 14,14  | –      |
| Frekwencja: 45,49% Liczba głosów ważnych: 117 665 (97,54%) Źródło: [parlament2015.pkw.gov.pl/351_Wyniki_Senat/0/0/71.html Państwowa Komisja Wyborcza] |                          |                          |        |        |        |

● Maria Pańczyk-Pozdziej reprezentowała w Senacie VIII kadencji (2011–2015) okręg nr 70.

### Wybory parlamentarne 2019
| Kandydat                                                                                      | Kandydat           | Komitet wyborczy                           | Głosów | Głosów | Głosów |
| Kandydat                                                                                      | Kandydat           | Komitet wyborczy                           | Liczba | %      | +/–    |
| --------------------------------------------------------------------------------------------- | ------------------ | ------------------------------------------ | ------ | ------ | ------ |
|                                                                                               | Halina Bieda       | KKW Koalicja Obywatelska PO .N iPL Zieloni | 74 605 | 57,19  | +23,19 |
|                                                                                               | Andrzej Misiołek ● | Prawo i Sprawiedliwość                     | 55 840 | 42,81  | +11,54 |
| Frekwencja: 54,88% Liczba głosów ważnych: 130 445 (96,32%) Źródło: Państwowa Komisja Wyborcza |                    |                                            |        |        |        |

● Andrzej Misiołek reprezentował w Senacie IX kadencji (2015–2019) okręg nr 80.

### Wybory parlamentarne 2023
| Kandydat                                                                                      | Kandydat           | Komitet wyborczy                           | Głosów | Głosów | Głosów |
| Kandydat                                                                                      | Kandydat           | Komitet wyborczy                           | Liczba | %      | +/–    |
| --------------------------------------------------------------------------------------------- | ------------------ | ------------------------------------------ | ------ | ------ | ------ |
|                                                                                               | Halina Bieda ●     | KKW Koalicja Obywatelska PO .N iPL Zieloni | 81 986 | 57,70  | +0,51  |
|                                                                                               | Mariusz Wójtowicz  | KWW Mariusz Kazimierz Wójtowicz            | 42 047 | 29,59  | –      |
|                                                                                               | Stanisław Tymiński | Związek Słowiański                         | 18 052 | 12,71  | –      |
| Frekwencja: 66,97% Liczba głosów ważnych: 142 085 (93,20%) Źródło: Państwowa Komisja Wyborcza |                    |                                            |        |        |        |